# ییری لتاچک
ییری لتاچک (انگلیسی: Jiří Letáček؛ زادهٔ ۹ ژانویهٔ ۱۹۹۹) بازیکن فوتبال اهل جمهوری چک است که در حال حاضر برای ختافه در پست دروازه‌بان بازی می‌کند.
وی همچنین در تیم‌های ملی فوتبال زیر ۱۶ سال، زیر ۱۷ سال و زیر ۱۸ سال جمهوری چک بازی کرده است.